# جون بوتير
جون بوتير (14 ديسمبر 1949 في المملكة المتحدة - ) (بالإنجليزية: John Potter)‏ هو لاعب كريكت بريطاني. لعب مع Oxfordshire County Cricket Club ‏.

## وصلات خارجية
- جون بوتير على موقع إي آس بي آن كريك إنفو (الإنجليزية)